# Firmin d'Amiens
Pour les articles homonymes, voir Firmin et Saint-Firmin.
Firmin d'Amiens ou Firmin de Pampelune ou Firmin le Martyr ou saint Firmin, appelé Firminius en latin, Fermín en espagnol, serait né à Pompaelo (l'actuelle Pampelune) en Hispanie au IIIe siècle. Il serait mort martyr à Ambianorum (Amiens) en Gaule. Il est reconnu saint par l'Église catholique.
Saint Firmin est, avec saint François Xavier, l'un des deux patrons de la Navarre en Espagne. Chaque année se déroulent les fêtes de San Fermín du 6 au 14 juillet à Pampelune, capitale de la Navarre, popularisée par les écrits d'Ernest Hemingway. Il est considéré par les catholiques comme le premier évêque d'Amiens et saint patron de la ville.

## Biographie

### Un personnage imaginaire?
Aucune source historique ne mentionne l'existence d'un personnage du nom de Firmin. Les sources hagiographiques le concernant sont tardives et peu vraisemblables. Le nom de Firmin n'apparaît pas dans les litanies de l'église d'Amiens avant la fin du VIIIe siècle. L'incertitude sur l'intéressé est telle qu'on l'identifia, à l'époque, tantôt comme martyr, tantôt comme confesseur. À la fin du IXe siècle, apparut un dédoublement du personnage distinguant un Firmin le Martyr. d'un Firmin le Confesseur.

### Années de formation
Selon la tradition catholique, Firmin était le fils d'un sénateur romain à Pampelune, converti au christianisme.
La tradition relate qu'il aurait d'abord été formé par Honorat de Toulouse lorsque celui-ci était à Pampelune, à la demande de Saturnin de Toulouse. Puis Firmin aurait été baptisé par Saturnin, à Toulouse. Saint Saturnin est considéré comme le premier évêque (épiscope) de Toulouse qui aurait été martyrisé en 257 en étant attaché à un taureau furieux. La tradition fait souvent l'amalgame entre le martyre de saint Saturnin et celui de saint Firmin.

### Le zèle missionnaire de Firmin
Firmin fut ordonné prêtre à Toulouse et retourna provisoirement à Pampelune. À la mort de son mentor, il partit évangéliser la Gaule. Il alla à Agen puis en Guyenne en compagnie d'un prêtre du nom d'Eustache. En Auvergne, il convertit Arcade et Romule, il partit ensuite pour Angers où il rencontra l'évêque Auxilius. Puis il alla à Beauvais où il subit la répression du préfet Valère. Enfin, il atteignit Amiens où il reçut l'hospitalité du sénateur Faustinien qu'il convertit au christianisme. Il prêcha aussi en Normandie, cependant, son zèle inquiéta les autorités romaines.

### Le martyre de saint Firmin
Selon les sources, le martyre de Firmin aurait eu lieu soit sous les règne des empereurs Dèce et Valérien, entre 249 et 260, soit sous les règnes des empereurs Maximien et Dioclétien entre 284 et 303.
Selon la tradition catholique, le succès de ses prédications, qui incitèrent 3 000 personnes en trois jours à se convertir, lui valut d'être emprisonné dans le cachot de l’amphithéâtre transformé en forteresse, sur ordre du gouverneur Sebastianus qui le fit décapiter le 25 septembre 303. Il aurait été inhumé par Faustinien dont le fils allait devenir évêque sous le nom de Firmin le Confesseur.

## L'invention des reliques
Les miracles de saint Firmin sont décrits dans la Vita mais surtout dans les scènes sculptées sur la clôture du chœur de la cathédrale d'Amiens. Saint Firmin guérit un infirme, un lépreux, l'aveugle Castus, un fiévreux et un possédé.
Y sont décrits, aussi, la découverte et le transfert de son corps : 
- l'évêque Sauve d'Amiens adjurant en chaire les fidèles de prier pour découvrir le corps du saint.
- Au bout du troisième jour de prière, à la première messe du matin que Sauve célébrait à l'autel, un rayon de lumière pénètra soudain dans l'église devant une assistance surprise et rendant grâce.
- Le corps de saint Firmin aurait été découvert sur le site d'une nécropole, au lieu-dit Abladène, le long de la route de Noyon, au sud-est de la ville. La communauté des croyants d'Amiens, mais aussi celles de Beauvais, de Noyon, de Cambrai et de Thérouanne auraient été attirés par l'odeur suave qui émanait du tombeau.
- Les restes du saint auraient été, alors, translatés d'Abladène (quartier Saint-Acheul). Sur le passage de la dépouille, les estropiés guérirent et les arbres dépouillés de feuilles par l'hiver se couvrirent de végétation.

## Confusions sur la personne de Firmin
Lorsque des reliques de Firmin furent transportées d'Amiens à Pampelune en 1196, la ville décida de créer un événement annuel, mêlant la légende du martyre de saint Saturnin et du taureau, à celle de la décapitation de saint Firmin. Le foulard rouge noué autour du cou des participants aux fêtes était censé rappeler la décapitation de saint Firmin.
Des sources évoquent la possibilité que Firmin d'Amiens soit le même personnage que Firmin de Mende.

## Vénération

### En France

#### En Somme
- Amiens:
  - Cathédrale Notre-Dame d'Amiens
    - chapelle Saint-Firmin-le-Martyr ;
    - reliques de saint Firmin-le-Martyr conservées dans la Châsse de saint Firmin dans le trésor de la cathédrale d'Amiens;

  - Abbaye de Saint-Acheul, emplacement supposé de son tombeau ;
  - église Saint-Firmin d'Amiens dans le quartier du Faubourg de Hem ;
- dans la Somme :
  - Église Saint-Firmin d'Heucourt-Croquoison ;
  - Église Saint-Firmin d'Hocquincourt ;
  - Église Saint-Firmin de Millencourt ;
  - Église Saint-Firmin de Saint-Firmin-lès-Crotoy ;
  - Église Saint-Firmin de Sourdon ;
  - Église Saint-Firmin de Thieulloy-la-Ville ;
  - Église Saint-Firmin de Tully (Somme) ;
  - Église Saint-Firmin de Vaux-en-Amiénois ;
  - Église Saint-Firmin de Vignacourt ;

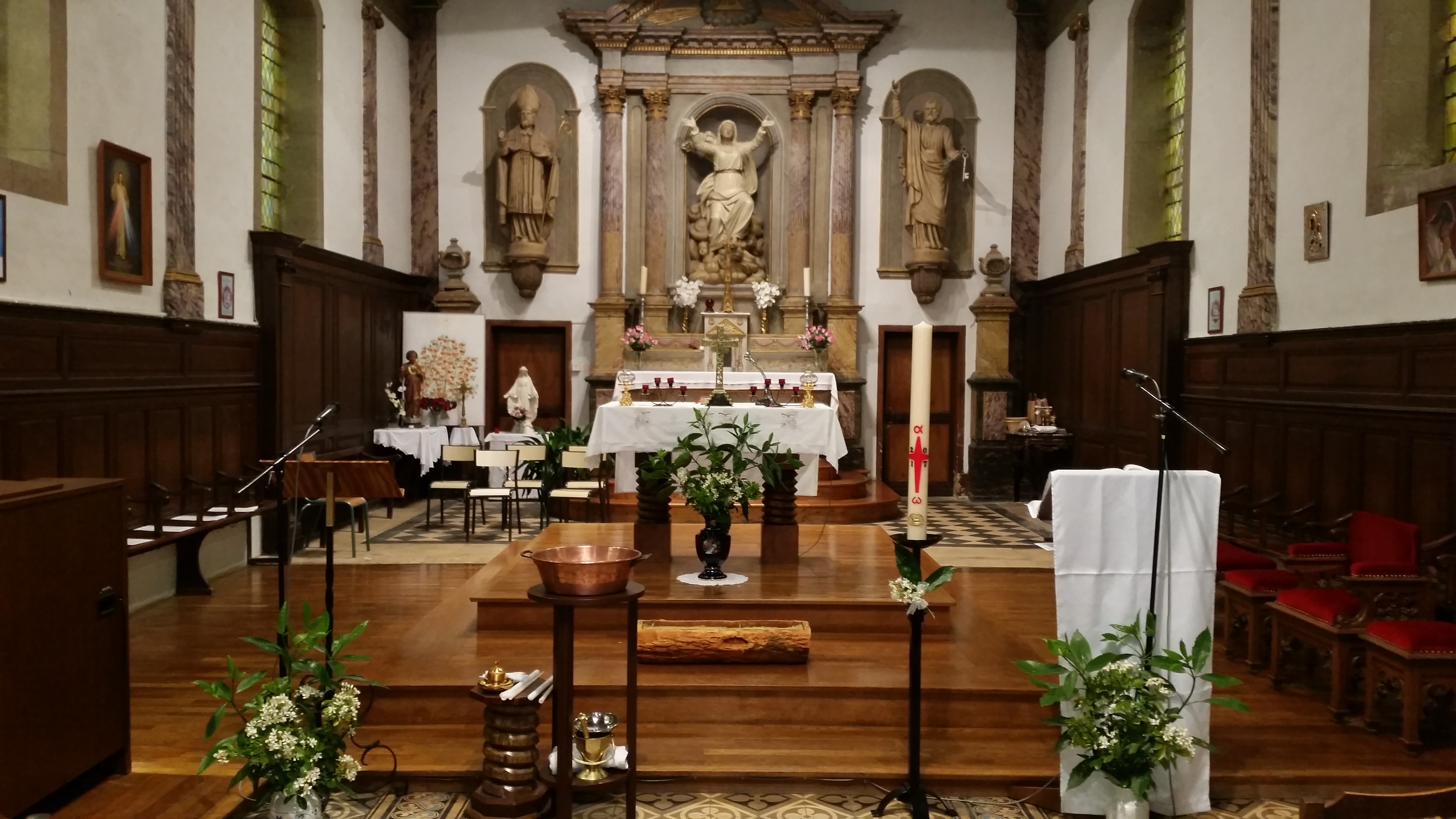
Église Notre Dame de Mézidon-Canon : statue de Saint-Firmin en tenue d'évêque

#### Centre-Val de Loire
- Beaugency, un clocher Saint-Firmin subsiste, vestige d'une église détruite à la Révolution ;
- Méry-ès-Bois, Cher, église Saint-Firmin, fontaine Saint-Firmin

#### Île-de-France
- Église Saint-Firmin de Guigneville-sur-Essonne ;

#### Normandie
- Mézidon-Canon : église Notre Dame présence d'une statue de Saint-Firmin sur la gauche du Maître Autel. Il est le saint patron de la commune.

#### Bourgogne
- Église Saint-Firmin de Saint-Firmin en Saône-et-Loire[6].

### En Espagne

#### Navarre
- Lesaka (Navarre) en Espagne.

On trouve également des traces de son souvenir en Angleterre.

## Iconographie

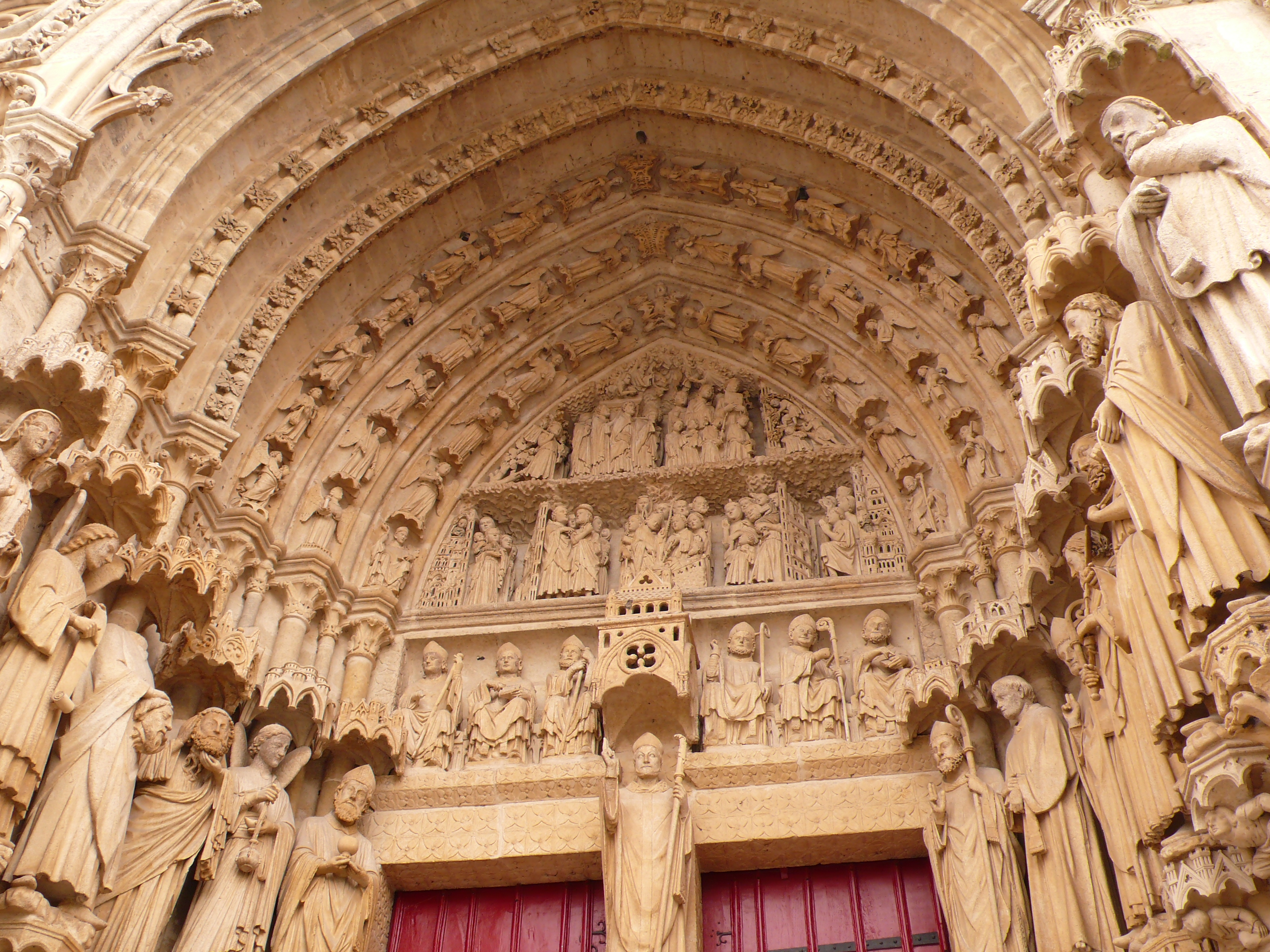
Le portail Saint-Firmin, au trumeau, statue du saint évêque, au tympan, invention et translation de sa dépouille

### Cathédrale d'Amiens

#### Portail de Saint-Firmin
Situé sur la partie nord de la façade occidentale de la cathédrale Notre-Dame d'Amiens, le portail de saint Firmin et sa statuaire ont été édifiés dans la première moitié du XIIIe siècle. Saint Firmin figure au trumeau, il est entouré sur les piédroit, de part et d'autre du portail, de statues de saints picards : Firmin le Confesseur, Domice d'Amiens, Saint Fuscien, Honoré d'Amiens, Ache et Acheul, Sainte Ulphe.
Au tympan, sur trois registres, sont sculptés six évêques assis sur un banc, l'invention du corps de Firmin le Martyr, la translation du corps de Firmin le Martyr à Amiens.

#### Chapelle Saint-Firmin
La première chapelle du bas-côté nord de la nef est dédiée à Firmin le Martyr. La statue de saint Firmin (1781), en plâtre, est l'œuvre de Jacques-Firmin Vimeux.

#### Trésor de la cathédrale
Dans le trésor de la cathédrale se trouve la châsse de Saint-Firmin en argent estampé. Elle date du début du XIIIe siècle.

#### Scènes de la vie de saint Firmin
Sur le mur sud du pourtour du chœur de la cathédrale, se trouvent huit niches aux arcades ogivales abritant des personnages polychromes qui représentent des scènes de la vie et du martyre de saint Firmin (voir illustration ci-dessous) sous-titrées par des petits quatrains en vieux français. Sur le soubassement se trouvent treize quadrilobes relatant les faits importants de la vie de saint Firmin avant son arrivée à Amiens.
Bas reliefs situés sur la clôture du chœur de la cathédrale d'Amiens :

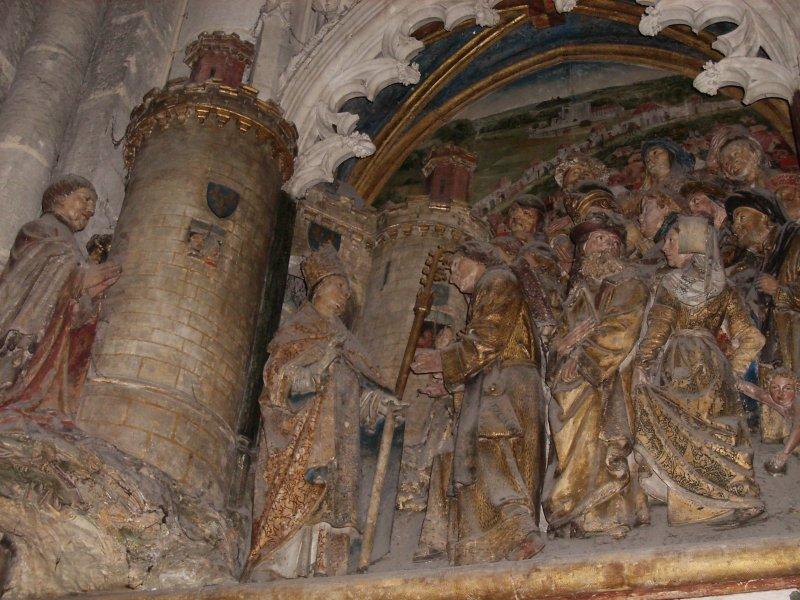
Firmin accueilli par le sénateur Faustinien et la population.
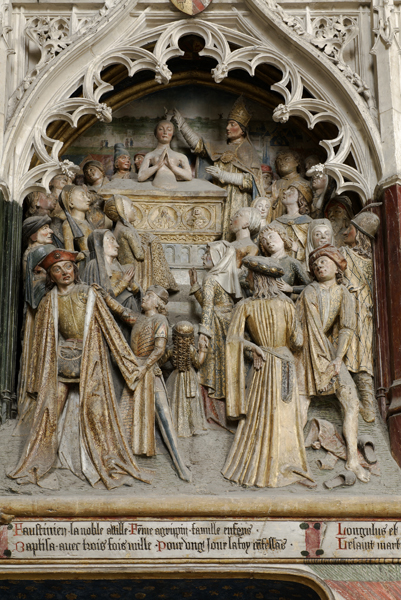
Firmin baptisant des fidèles.
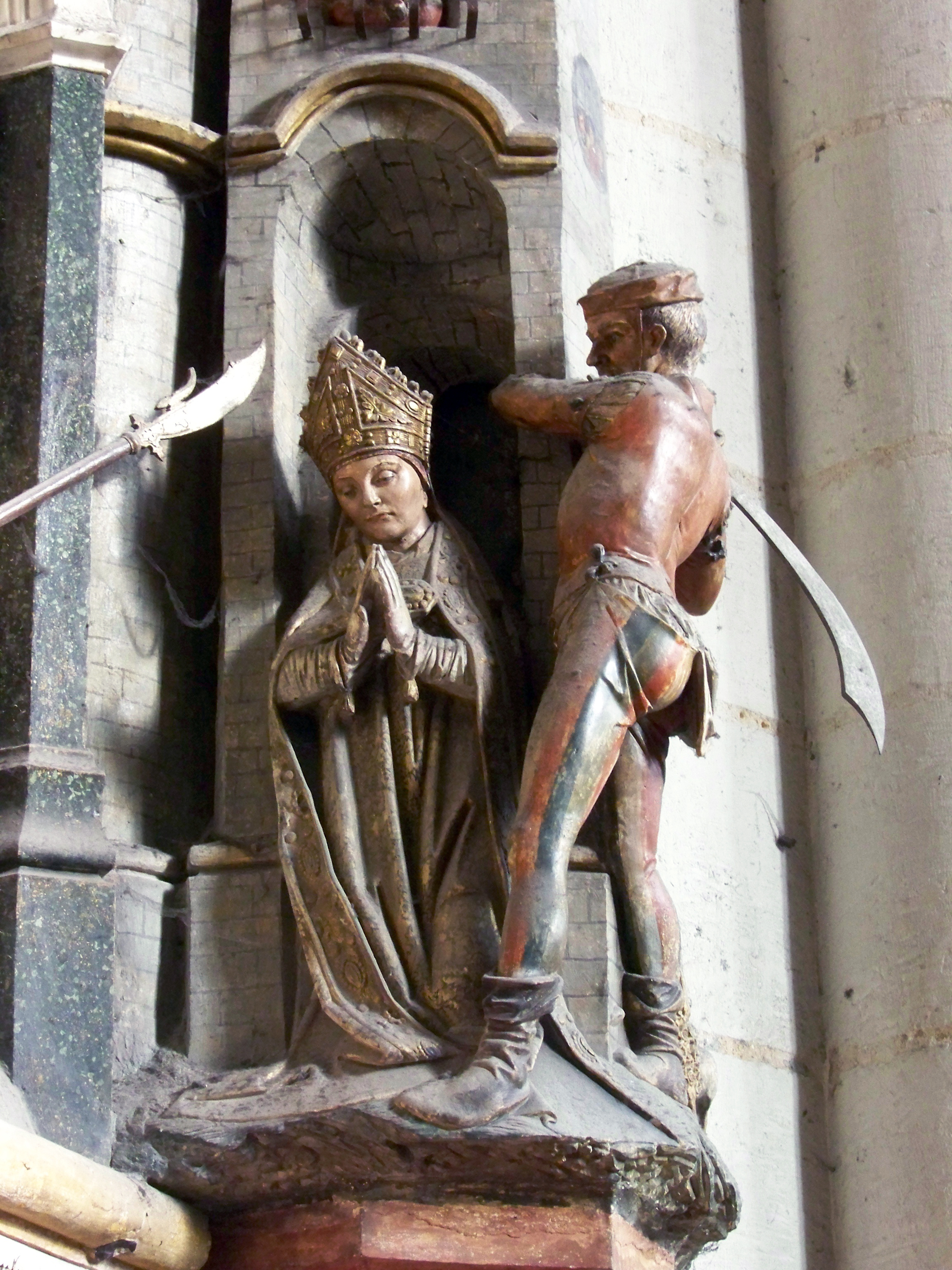
Martyre de Firmin.
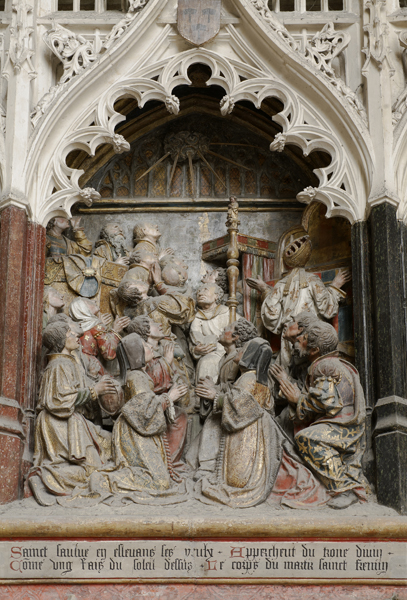
Un rayon de lumière indique l'emplacement de la tombe de Firmin.
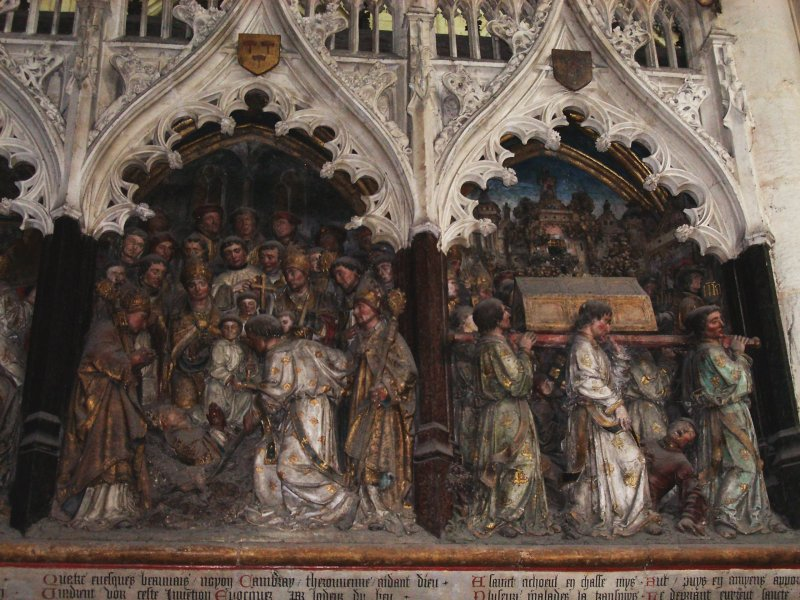
Découverte et translation de la dépouille de saint Firmin dans la cathédrale d'Amiens

### Pampelune

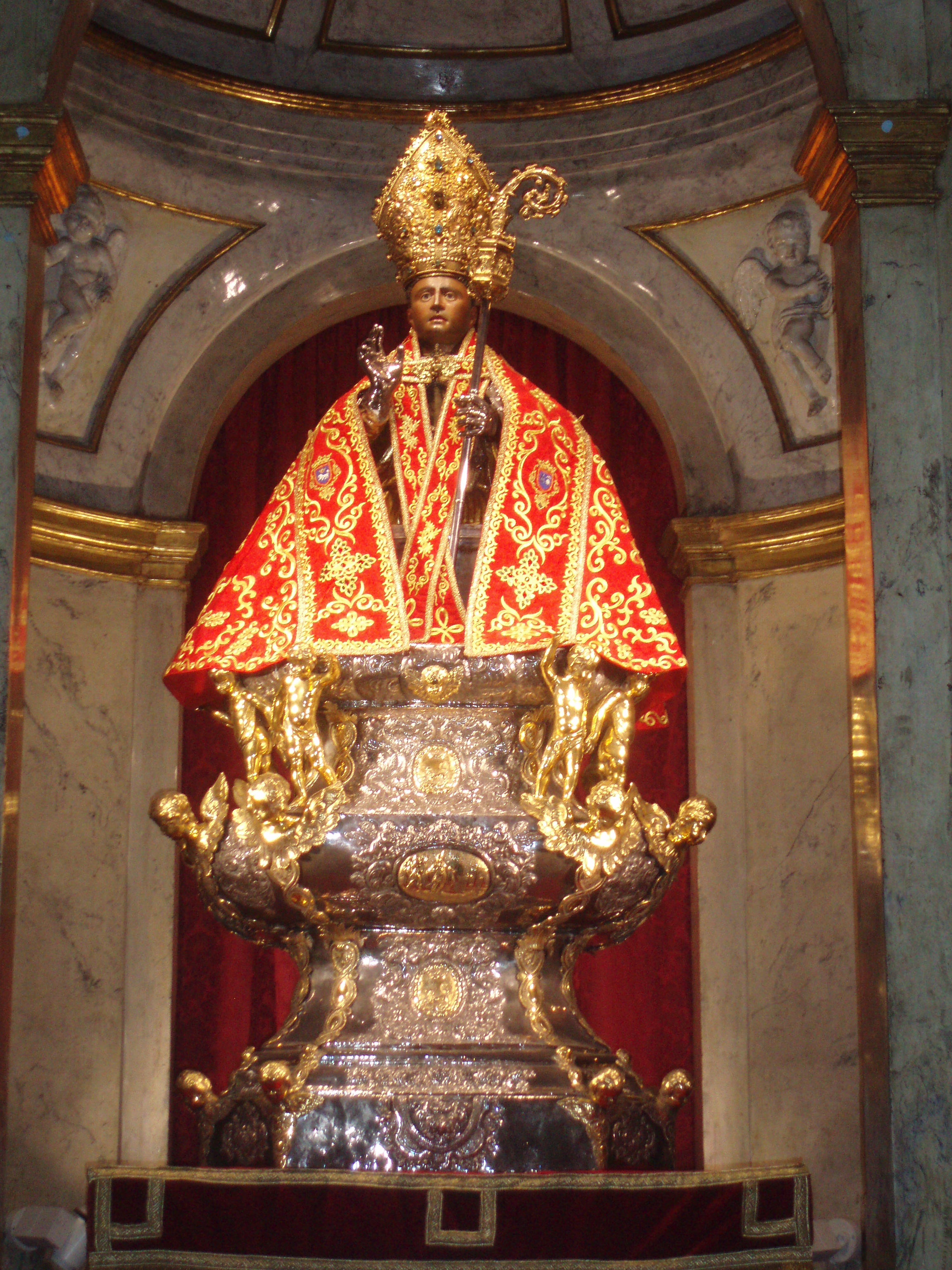
Reliquaire de Saint Firmin - Église de San Lorenzo de Pampelune (Espagne)

#### Église Saint-Laurent
- Pampelune (Navarre) : église Saint-Laurent, buste reliquaire de Saint-Firmin

### France

#### La Ferrière
- La Ferrière (Côtes d'Armor) : chapelle Notre-Dame, statue en bois polychrome de Saint Firmin bénissant en tenue d'évêque (XVIe siècle).

#### Gordes
- Gordes (Vaucluse) : église saint Firmin, chapelle saint Firmin, deux peintures représentant saint Firmin, anonyme (XVIIIe siècle)

#### Houssen
- Houssen (Haut-Rhin) : église Saint-Maurice, statue de Saint Firmin en tenue d'évêque (XIXe siècle).

#### Lorleau
- Lorleau (Eure) : église Saint Martin, statue de Saint Firmin décapité (XIXe siècle).

#### Loudéac
- Loudéac (Côtes d'Armor): chapelle Saint Gilles du Menec'h, statue en bois polychrome de Saint Firmin bénissant, en tenue d'évêque (XVIe siècle).

#### Plemet
- Plémet (Côtes d'Armor) : chapelle Saint Lubin, statue en bois polychrome de Saint Firmin en tenue d'évêque (XVIIe siècle).

#### Méry-ès-Bois
- Méry-ès-Bois (Cher) : église, statue de Saint Firmin en tenue d'évêque en bois polychrome.

#### Saint-Firmin-des-Prés
- Saint-Firmin-des-Prés (Loir-et-Cher) : statue de Saint Firmin en terre cuite (XVIIIe siècle).

#### Saint-Firmin-lès-Crotoy
- Saint-Firmin-lès-Crotoy (Somme) : église Saint-Firmin, statue de saint Firmin en tenue d'évêque, en plâtre polychrome. Autel consacré à saint Firmin, avec une autre statue du saint.

## Source
- (en) Cet article est partiellement ou en totalité issu de l’article de Wikipédia en anglais intitulé « Fermin » (voir la liste des auteurs).

### Articles liés
- Cathédrale Notre-Dame d'Amiens
- Abbaye de Saint-Acheul
- Acheul
- Honoré d'Amiens
- Liste des évêques d'Amiens
- Liste des saints picards
- Histoire d'Amiens

#### Notices
- Ressource relative aux beaux-arts :   - British Museum
- Notices dans des dictionnaires ou encyclopédies généralistes :   - Deutsche Biographie
  - Diccionario Biográfico Español
  - Gran Enciclopedia de Navarra
- Notices d'autorité :   - VIAF
  - LCCN
  - GND
  - WorldCat
- « Les listes épiscopales, témoins de l'organisation ecclésiastique et de la transmission des traditions », Jacques Dubois, Revue d'histoire de l'Église de France, tome 62, n° 168, 1976, Persée

#### Liturgies
- Partitions en plain-chant et textes latins pour la fête de Saint Firmin (25 septembre) : [lire en ligne]